# Бакалдин, Виталий Борисович
Вита́лий Бори́сович Бака́лдин (16 июня 1927, Краснодар — 30 декабря 2009 там же) — советский и российский поэт, работник культуры, педагог.

## Биография
Родился в Краснодаре 16 июня 1927 года в семье инженера-строителя, жил в Северной Осетии, Кронштадте, на Черноморском побережье и Дальнем Востоке.
Был в оккупации в Краснодаре. Подростком, не будучи в рядах РККА, принимал участие в боях за освобождение Краснодара и под станицей Абинской. Окончил школу в Уссурийске. В конце 1945 года возвратился в Краснодар и поступил в Краснодарский государственный педагогический институт на факультет русского языка и литературы, который с отличием окончил в 1949 году. Работал учителем в краснодарской школе № 58.
В 1952 году в Краснодарском книжном издательстве вышел первый сборник стихов «Моим друзьям». Затем в Краснодаре и Москве издаются новые книги стихов В. Б. Бакалдина. В Краснодаре в те годы по радио звучали его стихи, в краевых театрах ставились пьесы, исполнялись песни на его слова. На III Всесоюзном совещании молодых писателей в 1956 году В. Б. Бакалдин был рекомендован, а вскоре и принят в члены Союза писателей СССР (с 1992 в Союзе писателей России).
В январе 1958 года В. Б. Бакалдина избрали руководителем Краснодарской краевого отделения СП. На протяжении ряда лет был главным редактором альманаха «Кубань». Много лет редактировал газету «Литературная Кубань», руководил детской творческой студией «Лукоморье» при краснодарском краевом Центре творческого развития и гуманитарного образования, регулярно выступал с новыми циклами стихов и литературной публицистикой. Автор многочисленных песен на музыку Пономаренко Г., Плотниченко Г., Алабина Е., Кеворков В., Лаптева В., Селезнева Г., Прохорова В. и др.
В творчестве В. Б. Бакалдина легко прочитывается его жизнь: краснодарское детство, испытания войны, радость мирной жизни, учительский труд, растущая молодость и любовь.

## Книги
- Моим друзьям: Стихи. — Краснодар: Кн.изд-во, 1952.
- Травы-муравы: Стихи. — Краснодар: Кн.изд-во, 1955.
- Утро раннее: Стихи. — Краснодар: Кн.изд-во, 1958.
- Царевна-недотрога: Стихотворения и поэма. — М.:Детгиз,1959.
- Простая быль: Стихи. — Краснодар: Кн.изд-во,1960.
- Сказка-шутка, спорят в ней, кто важней и кто нужней: Стихи для детей. — Краснодар, 1962.
- О сердцах: Лирика. — Краснодар,1963.
- Быстрина: стихи и поэма. — М.: Сов.писатель, 1964.
- Стихи о хлебе: для мл.шк.возраста — М.: Дет.лит., 1964.
- Алёшкины приключения: стихи. — Краснодар: Кн.изд-во,1967.
- Про мышку и мишку: Сказка в стихах. — Краснодар, 1968.
- Расстояния: Стихи и поэмы. — Краснодар: Кн.изд-во, 1968.
- Русский порт Новороссийск: стихи. — Краснодар, 1970.
- Верность: Новые стихи. — Краснодар: Кн.изд-во, 1972.
- Начинаем мы считать: для дошкол. — Краснодар, 1972.
- Про медведя и лису: сказка. — Краснодар: Кн.изд-во, 1974.
- Новороссийский салют: стихи. — Краснодар: Кн.изд-во, 1976.
- Стихи. Поэмы. — Краснодар: Кн.изд-во, 1977.
- Улица первой любви: Стихи, поэма. — Краснодар, 1986.
- Город мой: поэма. — Краснодар, 1991.
- Стихи. Поэма. — Краснодар, 1994.
- Времени приметы: Стихи последних лет. — Краснодар, 1996.
- Избранное: Стихи. — Краснодар, 2004.[6]

## Почётные звания
- Почётный гражданин города Краснодара (1995)[2];
- Заслуженный работник культуры РСФСР (1987)[2];
- Заслуженный учитель Кубани.

## Премии
- Литературная премия имени Н. Островского;
- Премия имени Е. Ф. Степановой (1984)[7][2];
- Премия имени К. Россинского;
- Международная литературная премия имени М. А. Шолохова;
- Всероссийская премия «Золотой венец Победы» (2010);
- Муниципальная премия имени А. Д. Знаменского;
- Лауреат международного фестиваля лирической песни «Эоловы струны».